# Martin Schenk von Nideggen

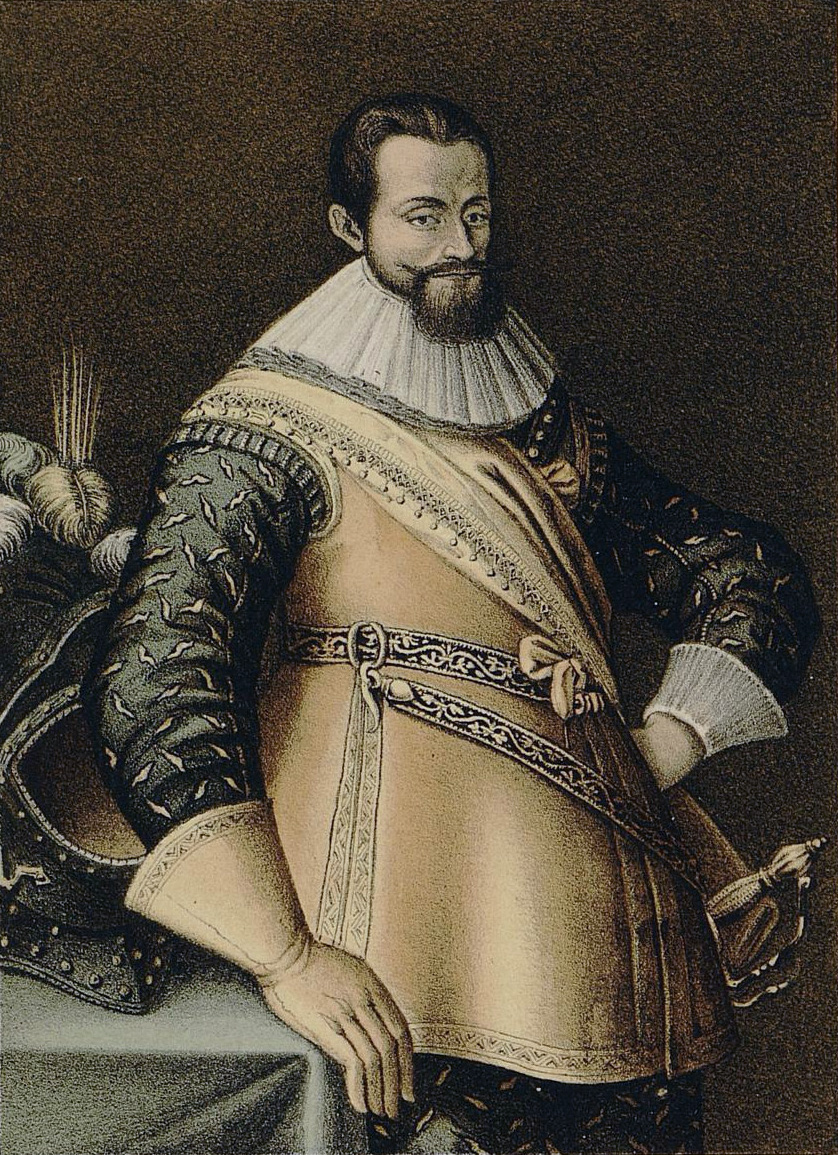
Martin Schenk von Nideggen

Martin Schenk von Nideggen, niederländisch Maarten Schenk van Nijdeggen oder Nydeggen, (* um 1540 in Goch; † 10. August 1589 in Nimwegen), Graf von Afferden und Bleijenbeek, war ein in spanischem, später niederländischem Dienst stehender Heerführer.

## Leben
Martin Schenk von Nideggen war der Sohn von Diederich Schenk von Nideggen und Anna von Berlaer. Er residierte auf Schloss Bleijenbeek. In einer zeitgenössischen Schilderung wird er wie folgt charakterisiert:
„... ein Mensch, der die Waffen nie besser handhabte, als wenn er von vieles Saufen von Sinnen war und nie verschwiegener in Geheimnissen als beim Pokale, ... wildbegierig nach Blutvergiessen und Beute, und eben deshalb den Soldaten teuer.“
Er verdingte sich dort, wo am besten bezahlt wurde. Er kämpfte erst unter Alessandro Farnese, Herzog von Parma, auf spanischer Seite gegen die unter Wilhelm von Oranien aufständischen Niederländer.
Später, da er seine Einsätze und Erfolge nicht ausreichend gewürdigt sah, schlug er sich auf die Seite des Kölner Bischofs Gebhard, der, um heiraten zu können, mit Hilfe des evangelischen Domherrn Adolf von Neuenahr die Reformation im Bistum einführen wollte, und dabei auf erheblichen Widerstand katholischer Kräfte stieß.
Er belagerte, plünderte und brandschatzte fast ununterbrochen und setzte dabei den Städten Nimwegen, Venlo, Werl, Neuss und anderen heftig zu. Obwohl er verschiedentlich gefangen genommen worden war, konnte er mit List immer wieder entkommen oder sich freikaufen.
Schenk von Nideggen erbaute 1586 die Schenkenschanz als Festung in der Gabelung von Rhein und Waal. Sie existiert heute als Ortschaft.
Bei einer Schlacht des Truchsessischen Kriegs auf der Haar bei Bremen, Kreis Soest, am 2. März 1586 wurde er durch eine Musketenkugel, den sogenannten Arnsberger Meisterschuss, am Gesäß verwundet.
Die Chronik: „Martin Schenk von Niedeck und der Junker Wilraid von Wanlo“ schildert den Kampf gegen „Martin Schenk von Nideggen“, der 1586 mit 200 Söldnern in Wanlo, Keyenberg und Holtzweiler eingefallen war und den brutalen Mord, an Vater und Sohn von Wildenrath, die sich gegen die Söldner heftig gewehrt hatten. Wanlo wurde vollständig ausgeraubt, 13 Häuser und die Kirche niedergebrannt. Eine hölzerne Tafel mit Wappen in der Sakristei der Kirche von Wanlo sagt: „Anno 1587 den 14. Februar, sind die Edlen und Ehrenfesten Robert und Bernhard von Wildenrath, Vater und Sohn, auf ihrem Hause zum Deyk, unschuldig und erbärmlich entleibt. R.i.p.“ Ort der Auseinandersetzung war das Rittergut Dyck, heute Rittergut Wildenrath.
Am 20. Dezember 1587 war Schenk mit nur wenig Fußvolk von Rheinberg nach Zülpich gezogen. Unterwegs wurden wartende Reitertrupps aufgenommen und nach Rheinbach gezogen. Man erwartete, dass er weiterziehen würde zur Burg Arenberg, doch Schenk änderte die Richtung und versteckte seine kleine Armee bei Bornheim im Wald. Die Täuschung gelang.
Am 23./24. Dezember 1587 erschien Schenk mit 200 Mann Fußvolk und 150 Reitern in Poppelsdorf. Die Stadt Bonn erwartete einen Angriff von Süden oder von Westen her. Schenk startete an den Stadtmauern lediglich mit viel Geschrei einen Scheinangriff und sprengte zur gleichen Zeit von der Rheinseite kommend ein Stadttor, sodass er freien Zugang hatte. Schenk gab die Stadt für eine Stunde seinen Söldnern zur Plünderung frei.
Er hielt die Stadt mehrere Monate auch während der Belagerung durch die Spanier besetzt. Seine Söldner brandschatzten und plünderten von hier aus Kölner Gebiet und nahmen sich bei einem dieser Einsätze auch Dernau zur Plünderung vor. Schenk selbst versuchte während dieser Zeit, aus den Niederlanden, von Adolf von Neuenahr und auch von der englischen Königin eine stärkere Unterstützung zu bekommen. Diese wurde allerdings nicht in dem Maße gegeben, wie er sich das vorgestellt hatte.
Im Juni 1588 wurde über Schenk die Reichsacht verhängt und bald stand Schenk auch in Bonn auf verlorenem Posten. Schenk gab seinem Lagerkommandanten von Putlitz die Anweisung zur Kapitulation. Am 28. September 1588 durfte die Besatzung – mit Beute und Waffen – die Stadt verlassen.
Schenk selbst kämpfte danach im Wesentlichen für die Niederlande am Niederrhein und in der Provinz Gelderland. Seine Burg Blyenbeck wurde von den Spaniern erobert.
Bei einer Belagerung von Nimwegen 1589 kam Schenk um, als er sich bei der Flucht aus der Stadt auf einen überladenen Ponton stürzte und in seinem Harnisch in der Waal ertrank. Auf Beschluss des Nimweger Rates wurde er auch als Leiche noch geköpft, gevierteilt und der Kopf auf einen Pfahl am Stadttor gesteckt. Nachdem die Niederländer 1591 die Stadt wieder eingenommen hatten, wurden die Leichenteile Schenks eingesammelt. Er erhielt ein Staatsbegräbnis.